# Уотонуон (округ)
Уо́тонуон (англ. Watonwan County) — округ в штате Миннесота, США. Административный центр и крупнейший город — Сент-Джеймс. По переписи 2000 года в округе проживают 11 876 человек. Площадь — 1139 км², из которых 1125 км² — суша, а 14 км² — вода. Плотность населения составляет 11 чел./км².

## История
Округ был основан в 1860 году.